# 哈萨克斯坦比利·简·金杯代表队
哈萨克斯坦比利·简·金杯代表队是代表哈萨克斯坦参加女子网球世界杯比利·简·金杯（以前称为联合会杯）的队伍，由哈萨克斯坦网球联合会负责组织管理和参赛。
哈萨克斯坦于1995年首次参加比利·简·金杯比赛。在2013年、2017年和2019年成功晋级比利·简·金杯世界二组附加赛。2022年进入了世界组。在1993年之前，哈萨克斯坦的球员代表苏联参赛。